# 河本結
河本 結（かわもと ゆい、1998年8月29日 - ）は、愛媛県松山市出身の女子プロゴルファーである。日本体育大学体育学部卒業。血液型はO型。所属はリコー。
両親の影響で5歳からゴルフを始める。弟もプロゴルファーの河本力

## アマチュア時代
アマチュア時代の主な成績として、2012年「四国中学校ゴルフ選手権春季大会」優勝、2013年「四国女子アマチュアゴルフ選手権」と「四国ジュニアゴルフ選手権」を共に優勝、2015年「四国高等学校ゴルフ選手権春季大会」優勝等がある。また松山聖陵高等学校3年時には「IMGアカデミー世界ジュニアゴルフ選手権」出場を果たす。
2017年には自らの意志で進学を選択、日本体育大学でスポーツ科学・体育・一般教養など色んなことを学びたいと考えた。同世代の勝みなみ、新垣比菜ら“黄金世代”とは違う道を選んだ河本は、2020年東京オリンピックを見据え、学業とゴルフの両立に力を注ぐ。
サードQT進出者の資格で2018年は日本女子プロゴルフ協会（JLPGA）のTP単年登録者となりプロ転向。同年7月にJLPGA最終プロテストに進出し9位で一発合格。JLPGA90期生となる。最終的にステップ・アップ・ツアー12試合、JLPGAツアー8試合に出場。ステップ・アップ・ツアーでは年間4勝を挙げて年間獲得賞金ランキング（賞金ランク）1位となり、翌シーズンJLPGAツアー前半戦の出場資格を得た。

## プロ戦績
2019年、3月のJLPGAツアー「アクサレディスゴルフトーナメント in MIYAZAKI」において、2位に5打差をつけ同ツアー初優勝を果たす。同年8月よりリコー所属となる。同年9月1日最終日の韓国女子プロゴルフ協会メジャー大会「ハンファクラシック」に招待選手として出場し、12位タイとなる。同年、全米女子プロゴルフ協会（USLPGA）の「Qシリーズ」に出場、9位タイとなり翌シーズンのUSLPGAツアー出場権を獲得した。JLPGAツアーの賞金ランク6位に入り、自身初のシード入りを果たす。12月発表の日本ゴルフトーナメント振興協会（GTPA）「ルーキー・オブ・ザ・イヤー」を渋野日向子、稲見萌寧、原英莉花とともに受賞した。
2020年1月9日、大手化粧メーカー「コーセー」とスポンサー契約。
2020年よりアメリカツアーに参戦していたが、2021年シーズン途中に「海外の生活環境になじむことが難しい」などの理由で撤退を発表し、日本ツアーに復帰した。
JLPGA賞金ランキング61位でシード権を喪失したが、メルセデスランキング54位で翌シーズンツアー前半戦の出場資格を得た。
2024年8月、軽井沢72ゴルフで行われた軽井沢72ゴルフトーナメントにて最終日に1ボギーノーバーディーの73で回り通算11アンダーで日本ツアー5年振り2度目の優勝を果たした。最終日のバーディーなしの優勝は2021年「パナソニックオープンレディース」の上田桃子以来となる。
2025年8月北海道Meijiカップで最終日首位と4打差の8位タイでスタートし、15番PAR4のセカンドショットをショットインイーグルなど68でまとめ通算9アンダーで1年ぶりのツアー3勝目を挙げた。

## 主な戦績
日本女子プロゴルフ協会のプロフィール、およびJGAのプロフィールに基づく。なお大会名のあとの（S）はステップ・アップ・ツアー、※はベスト・アマチュア獲得

### 2016年
- ラシンク・ニンジニア／RKBレディース（S） 7位タイ ※
- 山陽新聞レディースカップ（S） 39位タイ ※
- うどん県レディース（S） 48位タイ ※

### 2017年
- 北海道Meijiカップ 19位タイ ※
- フジサンケイレディスクラシック 24位タイ ※
- ヨコハマタイヤゴルフトーナメントPRGRレディース 37位タイ ※

### 2018年
- 樋口久子 三菱電機レディスゴルフトーナメント 8位タイ

## トーナメント優勝

### ツアー優勝

#### JLPGAツアー
| No. | Date               | Tournament                                 | スコア              | 2位との差 | 2位（タイ）                |
| --- | ------------------ | ------------------------------------------ | ------------------- | --------- | -------------------------- |
| 1   | 2019年3月29 - 31日 | アクサレディスゴルフトーナメントinMIYAZAKI | −15 (66-65-70=201） | 5打差     | S.ランクン ユン・チェヨン  |
| 2   | 2024年8月9 - 11日  | NEC軽井沢72ゴルフトーナメント              | −11 (66-66-73=205） | 1打差     | 政田夢乃 小祝さくら 堀琴音 |
| 3   | 2025年8月8 - 10日  | 北海道Meijiカップ                          | −9 (71-68-68=207）  | 1打差     | 鶴岡果恋 森田遥            |

## プロフィール
- 出身:愛媛県松山市。
- 家族:父・母・弟の4人。
- 師匠:
- 所属:リコー
- スポンサー:コーセー
- サポート:
- 用具:キャロウェイゴルフ
- ウェア:キャロウェイ(スポーツ衣料)
- マネジメント:

## TV番組
- ゴルフサバイバル - 2018年6月の陣 (BS日テレ)